# Les Ziniars
Les Ziniars est un groupe d’artistes, essentiellement peintres, qui  expose à Lyon de 1920 à 1924. Il représentait alors le courant moderne de la peinture lyonnaise.

## Historique

### Origine
Le groupe qui forme des Ziniars est pour l'essentiel issu de l'école des Beaux-arts de Lyon et se situe dans la continuité des courants retenus pour l'exposition universelle de 1914. Au sein de cette exposition, une partie du groupe expose déjà : Adrien Bas, Louis Bouquet, Pierre Combet-Descombes, Paul Leriche et Étienne Morillon. Cette mouvance est portée par Henri Béraud et Richard Cantinelli et même si le premier s'installe à Paris après la guerre, le second, vigoureusement soutenu par le passionné d'art Marius Mermillon poursuit son œuvre de développement des nouveautés artistiques à Lyon.
Les principaux membres fondateurs sont : Adrien Bas, Louis Bouquet, Pierre Combet-Descombes, Etienne Morillon, Claude Dalbanne, Emile Didier, Jacques Laplace, Marcel Gimond, Antonin Ponchon et Georges Albert Tresch.

### Origine du nom
Selon Denise Festaud-Mermillon, le nom du groupe viendrait d’un calembour autour de la fleur zinnia. On peut penser aussi, comme Laurence Berthon, que ces artistes se prétendaient « les z’ignares » par dérision pour marquer leur différence avec les tenants de l’académisme.

### Expositions

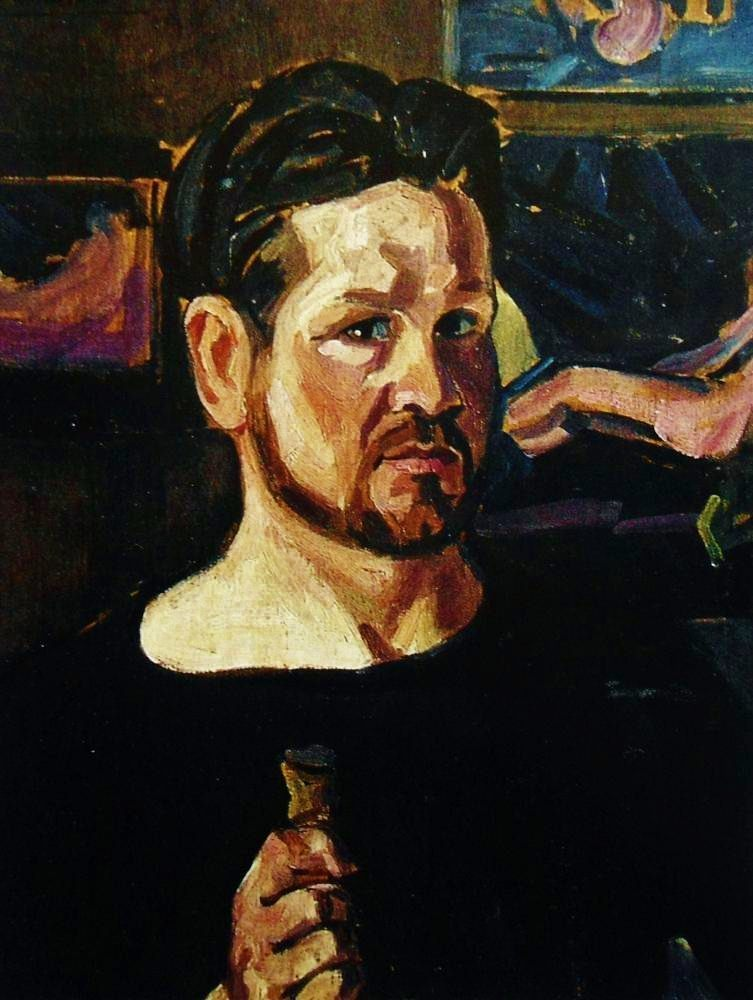
Autoportrait d'Adrien Bas.

En novembre 1920, la première exposition des Ziniars se tient à la galerie Saint-Pierre, au no 10 de la rue de l'Hôtel-de-ville. Cette galerie est dirigée par Alfred Poyet. Cette première exposition se tient « dans un esprit de groupe qui respecte chaque individualité ».
Elle donne lieu à la publication d’un premier album d’estampes contenant, sous une couverture illustrée d’un bois d'Émile Didier, 12 bois originaux en noir, numérotés et signés d'Adrien Bas, Louis Bouquet, Pierre Combet-Descombes, Claude Dalbanne, Émile Didier, Marcel Gimond, Jacques Laplace, Paul Leriche, Étienne Morillon, Joseph Pognante, Antonin Ponchon, et Georges Albert Tresch.
En février 1921, un deuxième album, tiré à 200 exemplaires est composé de 10 pochoirs en couleur, avec la même couverture par Émile Didier, avec les mêmes artistes, Bas, Combet-Descombes, Dalbanne, Didier, Laplace, Leriche, Morillon, Ponchon, Roblin, et Tresch, à l’exclusion du sculpteur Marcel Gimond et des peintres Louis Bouquet et Joseph Pognante.
Une seconde exposition a lieu du 15 au 30 avril 1921, également à la galerie Saint-Pierre, et donne lieu à un troisième album de 11 bois, sur un sujet imposé : bouteille et verre, avec Bouquet, Combet-Descombes, Dalbanne, Didier, Gimond, Laplace, Leriche, Morillon, Ponchon, Roblin et Tresch. Cette fois, Marcel Gimond et Louis Bouquet sont revenus, mais c’est Adrien Bas qui fait défaut. Lors de cette deuxième exposition, les artistes invités sont André Derain et Fernand Léger, représentants de l'avant-garde parisienne. Le tableau de Fernand Léger, Les trois personnages, fait forte impression et montre que les peintres lyonnais n'ont pas pleinement embrassés toute la modernité.
Une troisième exposition se déroule en février 1922, avec d’autres artistes invités, Amedeo Modigliani et Othon Friesz.
On connaît par une affichette une quatrième exposition de groupe qui se déroule du 1 au 15 février 1923, chaque artiste du groupe (Bas, Bouquet, Combet-Descombes, Dalbanne, Didier, Gimond, Laplace, Leriche, Morillon, Ponchon, Roblin et Tresch) expose trois œuvres, les artistes invités sont Henri Matisse (Devant la fenêtre) et André Derain (Paysage à Sanary).
Une cinquième exposition a lieu en mars 1924, les artistes invités sont Auguste Renoir et Pierre Bonnard.

### RevuePromenoir
Le groupe  fait partie des fondateurs en 1921 d'une revue d'avant-garde nommée Promenoir destinée à diffuser leurs idées. Parmi les ziniars, les peintres qui y contribuent sont Emile Didier, Claude Dalbanne et Marcel Gimond.
Ces principaux fondateurs sont le peintre Pierre Deval, le cinéaste Jean Epstein et Jean Lacroix. Destinées à faire se rencontrer les avant-garde lyonnaise et parisienne, elle accueille les plumes de lyonnais comme de parisiens. Voulant promouvoir les idées nouvelles, elle est très critique vis-à-vis des institutions artistiques lyonnaises plus traditionnelles, tel le Salon de Printemps dirigé par la Société lyonnaise des Beaux-arts. Elle s'éteint après six numéros en juin 1922.
A l'automne 1921, les membres de la revue, en parallèle des accrochages du groupe des Ziniars, organisent une exposition nommée Cubisme/Purisme/Expressionnisme qui réunit aux côtés des Lyonnais Combet-Descombes et Dalbanne les artistes Albert Gleizes, Amédée Ozenfant, Le Corbusier, Fernand Léger, Oskar Kokoschka et Lasar Segall.

### Dissolution et avenir du groupe
Le groupe ne trouve pas dans le milieu des mécènes et artistes lyonnais de quoi survivre et prospérer, malgré le soutien de Marius Mermillon. Certains membres, après avoir tenté des approches novatrices, retournent ensuite à un style plus conventionnel. Emile Didier est ainsi tenté par le cubisme, mais abandonne finalement cette voie pour revenir à un travail de coloriste.
Après la disparition du groupe en octobre 1924, ses anciens membres contribuent à la naissance du Salon du Sud-Est, avec des écrivains et critiques comme Marius Mermillon, George Besson, Gabriel Chevallier, Henri Béraud…

## Orientations et influences
L'aventure Ziniar témoigne des liens qui se nouent alors entre les artistes parisiens et les artistes lyonnais, par l'intermédiaire de certaines personnalités lyonnaises et de galeries. Les Ziniars affirment surtout une volonté commune de faire place au vent de modernité dont le souffle parisien vient jusqu’à Lyon. La présence des artistes parisiens à leurs côtés pendant ces expositions signe leur engagement. Ce rassemblement ne se fixe pas de direction artistique particulière, il ne forme pas une école, de manière volontaire. Leur but principal est d'accueillir toutes les nouveautés de Lyon et de Paris pour proposer une alternative artistique. « Les Ziniars entendent incarner à Lyon une modernité artistique mesurée, sans être inféodées pour autant aux chapelles parisiennes ».
Les bois édités à l’occasion des expositions s'inscrivent dans la continuité des bois fauves de Maurice Vlaminck, Raoul Dufy ou Derain. Des aspirations cubistes apparaissent aussi ici ou là. L'influence de Paul Cézanne est manifeste dans certaines planches.

## Membres du groupe
- Adrien Bas, 1885-1925
- Louis Bouquet, 1885-1952
- Pierre Combet-Descombes, 1885-1966
- Claude Dalbanne, 1877-1964
- Émile Didier, 1890-1965
- Marcel Gimond, 1894-1961
- Jacques Laplace, 1885-1955
- Paul Leriche, 1876-1927
- Étienne Morillon, 1884-1949
- Joseph Pognante 1894-1985
- Antonin Ponchon, 1885-1965
- Philippe Pourchet, 1873-1941
- Jules-Marie-Joseph Roblin, 1888-1974
- Georges Albert Tresch, 1881-1948